# Trstenik (Sveti Nikolé)
Trstenik (en macédonien : Трстеник) est un village du centre de la Macédoine du Nord, situé dans la municipalité de Sveti Nikolé. Le village comptait 41 habitants en 2002.

## Démographie
Lors du recensement de 2002, le village comptait :
- Macédoniens : 40
- Serbes : 1